# ニカ・シロコラッド
ニカ・シロコラッド (Nika Shirocorad, 1979年 - ) は、イギリス在住のロシア人のピアニスト、画家。

## 略歴
サンクトペテルブルク生まれ。モルドヴァ人の両親を画家に持つが、ニカ本人は作曲とピアノに関心を示した。旧ロシア語圏の国際コンクールで数々の入賞を果たす。フランスへ留学しパリ音楽院を卒業。数年ほど前までクリストファー・フォックス、ジェイムズ・ディロン、マイケル・フィニスィーなどのイギリスの現代作曲家を中心に勉強しており、評価が高まりつつある。2006年度のオルレアン20世紀国際ピアノコンクールでは、巨大な楽譜を用いた自作を演奏し、本選には残れなかったもののセミファイナル特別賞を授与された。
2006年4月16日に日本デビューが東京富士美術館で実現し、マイケル・フィニスィーのイングリッシュ・カントリー・チューンズから第一曲目の「緑の牧草地」を演奏して話題となり、NHKニュースでその模様が報道された。同年4月20日にも、日経ホールにて1,2,8曲目を抜粋演奏した。